# Grigorij Piatigorski
Grigorij Pawłowicz Piatigorski (ros. Григорий Павлович Пятигорский, ang. Gregor Piatigorsky ur. 4 kwietnia?/17 kwietnia 1903 w Jekatierinosławiu, zm. 6 sierpnia 1976 w Los Angeles) – amerykański wiolonczelista i pedagog pochodzenia ukraińskiego.

## Życiorys
Urodził się w rodzinie muzyków. Na siódme urodziny otrzymał pierwszą wiolonczelę. Rozpoczął naukę gry pod opieką ojca. W wieku ośmiu lat otrzymał stypendium, dzięki któremu rozpoczął naukę w Konserwatorium Moskiewskim. W wieku 15 lat został pierwszym wiolonczelistą orkiestry teatru operowego Bolszoj.
W 1921 roku opuścił Rosję i przez pewien czas przebywał w Warszawie. Studiował u Juliusa Klengela w Lipsku i u Hugo Beckera w Berlinie. W roku 1924 Wilhelm Furtwängler przyjął go do orkiestry Filharmoników Berlińskich, gdzie pełnił funkcję pierwszego wiolonczelisty do roku 1929. Występował w zespołach kameralnych z wybitnymi wirtuozami, jak Jascha Heifetz, Nathan Milstein, Artur Rubinstein, Siergiej Rachmaninow, Artur Schnabel i Vladimir Horowitz.
Po przeniesieniu do Stanów Zjednoczonych nauczał na wielu uniwersytetach. W latach 1941–1949 kierował wydziałem wiolonczeli na Curtis Institute of Music w Filadelfii.
W styczniu 1937 poślubił Jacqueline de Rothschild i zamieszkał z nią we Francji. Po wkroczeniu Niemców powrócił do USA i zamieszkał w Elizabethtown.
W roku 1965 Piatigorski opublikował swoją autobiografię. Zmarł wskutek choroby nowotworowej w wieku 73 lat.